# The Band
The Band fue una banda musical canadiense de rock formada por Rick Danko, Garth Hudson, Richard Manuel, Robbie Robertson y Levon Helm. Su actividad musical comenzó a finales de la década de 1950 bajo el nombre de The Hawks como grupo de respaldo del cantante de rockabilly Ronnie Hawkins. Tras dejar a Hawkins en 1964, cambiaron su nombre, primero por el de Levon Helm Sextet, con el saxofonista Jerry Penfound, y luego por los de Levon and The Hawks y The Canadian Squires, y grabaron varias canciones con escasa repercusión local.
Bajo el nombre de The Hawks, la popularidad del grupo aumentó al respaldar al músico estadounidense Bob Dylan en su primera gira eléctrica con banda por Norteamérica y Europa, tras abandonar la música folk y comenzar a interpretar rock. Después de sufrir un accidente de moto, Dylan volvió a trabajar con The Hawks grabando demos y canciones en el sótano de «Big Pink», una propiedad de Woodstock en la que el grupo residió durante seis años. Parte de las grabaciones fueron publicadas en 1975 en The Basement Tapes. Durante la década de 1970, el grupo volvió a colaborar con Dylan en la grabación del álbum Planet Waves y en la primera gira del músico en ocho años, documentada en Before the Flood.
Con el nombre de The Band, el grupo firmó un contrato con Capitol Records y comenzó a grabar su propio material, incluyendo Music from Big Pink y The Band, dos de los trabajos de rock más destacados por la prensa musical de finales de la década de 1960. Durante esta época, The Band fue un grupo en el que sus cinco miembros participaban en las decisiones musicales y en la elaboración de canciones de forma equitativa, sin un líder definido, a diferencia de grupos como The Beatles, The Rolling Stones o The Who. Su evolución musical continuó con discos de menor repercusión crítica como Stage Fright, Cahoots y Northern Lights - Southern Cross, en una segunda etapa en la que los crecientes problemas internos, especialmente el deterioro de la salud de Manuel, convirtieron a Robertson en el principal compositor y líder de facto. En noviembre de 1976, tras ofrecer un concierto filmado por el cineasta Martin Scorsese y publicado en The Last Waltz, Robertson decidió disolver The Band.
El grupo volvió a formarse en 1983 sin Robertson y salió de gira con frecuencia, e incluso continuó su existencia tras el suicidio de Manuel en 1986. Durante la década de 1990, el grupo publicó Jericho, High on the Hog y Jubilation, tres álbumes compuestos principalmente de versiones de otros artistas y de menor relevancia crítica y comercial. En diciembre de 1999, la muerte de Danko cerró definitivamente las puertas a cualquier reunión de The Band sin Robertson.
Aunque nunca obtuvo un notable éxito comercial, The Band es considerado por la crítica musical como uno de los grupos más influyentes de la década de 1970. Su música, que contribuyó a definir el género country rock, influyó en músicos, grupos y compositores como George Harrison, Eric Clapton, Crosby, Stills, Nash & Young, Led Zeppelin, Elvis Costello y Elton John, y a músicos contemporáneos como Counting Crows, The Wallflowers y The Black Crowes. Además, el grupo ingresó en el Salón de la Fama de Música de Canadá en 1989 y en el Salón de la Fama del Rock and Roll en 1994. En 2004, la revista musical Rolling Stone situó a The Band en el puesto cincuenta de la lista de los cien mejores artistas de todos los tiempos, y en 2008 el grupo fue galardonado con un Premio Grammy a la carrera artística.

## Historia

### Comienzos musicales con Ronnie Hawkins (1958-1965)

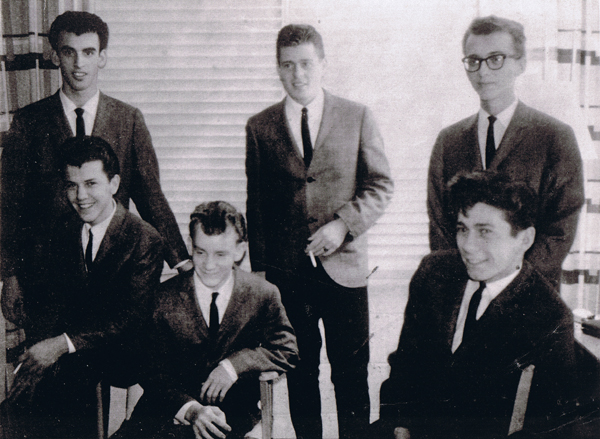
Richard Manuel (a la izquierda) con los componentes de The Revols, grupo del que formaba parte antes de unirse a The Hawks.

The Hawks tuvo su origen como banda de apoyo del cantante de rockabilly Ronnie Hawkins. El primero en unirse a Hawkins fue Levon Helm, que comenzó tocando la batería en 1957 en la escena musical local hasta su graduación en la escuela secundaria, momento en que se trasladó desde su Arkansas natal hasta Ontario con Hawkins, Jimmy Ray «Luke» Paulman, Fred Carter Jr. y Willard «Pop» Jones. El grupo ganó una importante reputación local en el terreno del rockabilly y firmó su primer contrato discográfico con Roulette Records en abril de 1959, bajo el que grabaron sencillos como «Mary Lou» y «Forty Days». Entre 1960 y 1961, el grupo se completó con la formación final de The Band a medida que sus anteriores miembros dejaron el grupo o abandonaron la música para dedicarse a otras profesiones: a comienzos de 1960, Robbie Robertson entró en el grupo como bajista, y a posteriori como guitarrista principal tras la marcha de Fred Carter Jr. En mayo de 1961 entró Rick Danko en sustitución de Rebel Paine, contratado apenas un año antes para suplir el puesto de bajista dejado por Robertson. Finalmente, Richard Manuel, vocalista de Rockin' Revols, sucedió a Williard Jones a finales de 1961.
Aunque los miembros de The Hawks se mostraron disponibles para acompañar a Hawkins desde un principio debido a su labrada reputación, la entrada de Garth Hudson, hasta entonces líder de Paul London & The Kapers, fue más difícil de conseguir. Según Helm: «Tener a Garth Hudson, ese era el gran día porque nadie podía tocar como Garth. Podía tocar el saxofón, podía tocar los teclados, podía tocar cualquier cosa y mejor que cualquiera que conocieras... Al final, Hawkins compró el tiempo de Garth para tocar con nosotros. Una vez que tuvimos un músico del calibre de Garth, comenzamos a sonar profesionales».
Hudson había logrado un título universitario y planeaba labrarse una carrera como profesor de música, por lo que veía tocar rock and roll solo como una afición extraprofesional. Hawkins barajó la entrada de Hudson antes de la marcha de Williard Jones, pero a pesar de la invitación a varios conciertos, Hudson declinó la propuesta. Debido a la perseverancia de Helm, y aprovechando la marcha del pianista Stan Szelest, Hawkins volvió a proponerle la entrada en The Hawks. Hudson aceptó tras una charla entre sus padres y Hawkins, a cambio de una paga de diez dólares a la semana por enseñarles música y de la compra de un órgano Lowrey. Al ganar dinero convenció a sus padres de que su educación no había sido en vano. Según declaró Hudson en The Last Waltz: 

Hay una teoría de que el jazz es malvado porque está hecho por mala gente, pero en realidad los mejores reverendos de la Calle 52 y de Nueva York eran músicos. Realizaban un importante trabajo curativo. Sabían cómo sanar con música y hacer que la gente se sintiese bien.

Con Hawkins grabaron varios álbumes entre 1959 y 1960 como Mr. Dynamo y The Folk Ballads of Ronnie Hawkins. Además, obtuvieron una importante reputación como grupo musical en la escena musical de Toronto y alrededores, donde alcanzaron buena destreza musical gracias a la perseverencia de Ronnie de ensayar continuamente durante largas noches. Sin embargo, el grupo abandonó a Hawkins en 1964 debido al interés por crear su propio material y a diferencias personales, especialmente por el carácter dictatorial de Ronnie, capaz de multarles si llevaban a sus novias al club o si fumaban marihuana. Según Danko, Hawkins le expulsó del grupo por negarse a pagar una multa de 550 dólares por llevar a su novia al club donde tocaban. Sobre la decisión de abandonar a Hawkins, Robertson comentó: «Con el tiempo, [Hawkins] nos fue construyendo hasta el punto de que superábamos su música y tuvimos que dejarle. Se disparó en el pie, gracias a Dios, al convertirnos en un grupo tan completo que tuvimos que ir a nuestro mundo, porque sabíamos cuál era su visión personal, y nosotros éramos jóvenes y ambiciosos».
Tras la ruptura con Hawkins, el grupo comenzó a ofrecer conciertos primero bajo nombres como The Levon Helm Sextet o Levon and The Hawks, y posteriormente como The Canadian Squires, hasta que adoptaron el nombre de The Hawks. Como The Canadian Squires publicaron dos sencillos, «Leave Me Alone» y «Uh Uh Uh», y a comienzos de 1965, bajo el nombre de Levon and The Hawks, grabaron otras dos canciones, «He Don't Love You» y «The Stones I Throw». Las cuatro canciones, al igual que dos temas incluidos en Mr. Dynamo, fueron compuestas por Robertson, con un progresivo interés por la música R&B. Robertson comentó sobre la composición de «The Stones I Throw»: 

Esta era una canción que escribí con The Staple Singers en mi mente. Uno de mis vocalistas favoritos es Pop Staples. Suena como un tren cuando canta. Tiene una calidad en su voz, ese susurro, algo inquietante que siempre me mató. No me gustó lo que hicimos. No me gustó en la forma que salió. Tengo que pensar en algo que escribir y dado que estaba escuchando a Staple Singers todo el tiempo es lo que salió de mi mente. Estaba fuera de contexto para nosotros hacer esta canción. Pero si imaginas a Staple Singers haciéndolo, está justo en su contexto.

Durante una gira por el sur de Estados Unidos, The Hawks intentaron trabajar como apoyo del cantante de blues Sonny Boy Williamson II, y aunque llegaron a ensayar con él, murió al cabo de unos meses. También grabaron varias demos en Toronto, que enviaron a Nueva York intentando centrar su actividad en los estudios. Eric Schuster, delegado de Atlantic Records, ofreció a The Hawks un contrato que el grupo rechazó por ser abusivo.

### Con Bob Dylan yThe Basement Tapes(1965-1968)
A finales del verano de 1965, Bob Dylan estaba buscando una banda de respaldo para su primera gira «eléctrica» por los Estados Unidos, tras abandonar momentáneamente la música folk y publicar sus primeros trabajos de rock. The Hawks fueron recomendados por el cantante John P. Hammond, con quien Helm, Hudson y Robertson habían trabajado a comienzos de año en su álbum So Many Roads. Al mismo tiempo, Mary Martin, secretaria del representante Albert Grossman y amiga del grupo, recomendó a Dylan que viera a The Hawks en directo en el club Le Coq d'Or Tavern. Sin embargo, según Robertson, el club donde Dylan les vio por primera vez fue en Friar's Tavern.
Tras escucharles y reunirse con Robertson, Dylan invitó a Helm y a Robertson a unirse a su grupo. Al cabo de dos conciertos, Helm y Robertson recomendaron a Dylan que contratase al resto del grupo por fidelidad a sus compañeros. Dylan aceptó y el grupo se mostró receptivo a la oferta, sabiendo que el respaldo a Dylan les abría nuevos caminos, aunque al mismo tiempo estaban preocupados por la diferencia musical entre ambos: The Hawks se consideraban como una banda de rock y R&B, y conocían a Dylan principalmente por su folk acústico y sus canciones protesta. Además, tenían poco conocimiento del reconocimiento internacional que estaba consiguiendo Dylan.
Con Dylan tocaron una serie de conciertos entre septiembre de 1965 y mayo de 1966, marcando su cambio musical del folk al rock. La gira, una de las más documentadas en la historia del rock, estuvieron marcadas por el frecuente uso de anfetaminas, en la que cayeron algunos de los miembros de The Hawks. En el plano musical, muchos conciertos fueron abucheados por puristas de la música folk, afectando de tal modo a Helm que abandonó la gira a los tres meses de su inicio y pasó gran parte del tiempo trabajando en plataformas petrolíferas del Golfo de México.
Entre las giras, Dylan y The Hawks visitaron el estudio de grabación, aunque con resultados poco satisfactorios. Entre las sesiones entre octubre y noviembre de 1965 grabaron un único sencillo, «Can You Please Crawl Out Your Window?», y dos días de grabación en enero de 1966 para el siguiente trabajo de Dylan, Blonde on Blonde, dieron como resultado «One of Us Must Know (Sooner or Later)», publicado como sencillo pocas semanas después. En «One of Us Must Know», Dylan se vio acompañado del batería Bobby Gregg, el bajista Rick Danko, el guitarrista Robbie Robertson, el pianista Paul Griffin, y de Al Kooper al órgano. Frustrado por el lento avance en los estudios de Nueva York, Dylan aceptó la sugerencia del productor Bob Johnston y trasladó su trabajo a Nashville. De los miembros de The Hawks, solo Robertson acompañó a Dylan a Nashville y participó en las sesiones de grabación.
Con Mickey Jones reemplazando a Helm en la batería, The Hawks acompañaron a Dylan en su gira mundial de 1966 y tocaron en el Free Trade Hall de Mánchester, Inglaterra, el 17 de mayo de 1966. El concierto fue anecdótico debido al grito de un espontáneo entre el público, que llamó «Judas» a Dylan, siguiendo los abucheos propios de puristas o aficionados a la faceta folk de Dylan. Tras una pausa, Dylan respondió: «I don't believe you. You are a liar!» (lo cual puede traducirse como: «No te creo. ¡Eres un mentiroso!»), se giró al grupo y ordenó: «Play fucking loud!» (en español: «¡Tocad jodidamente alto!»), cerrando el concierto con «Like a Rolling Stone».
La grabación de Mánchester, con la anecdótica trifulca al final del concierto, fue pirateada y erróneamente situada en el Royal Albert Hall. La grabación se convirtió en una de las más famosas de la carrera de Dylan, inspirando respuestas antagónicas en quienes la escucharon. Una reseña publicada en 1971 en la revista Creem comentó: «Mi respuesta es que la cristalización de cualquier cosa que es el rock and roll, en su mejor momento, era dejar que mi mandíbula se cayera, que mi cuerpo se moviera, levantarme de la silla... Es una experiencia que uno desea compartir, tocar una y otra vez para aquellos que sabes secos de semejante placer. Si hablo maravillado de esta música no es porque haya perdido la perspectiva, es precisamente porque la encontré, dentro de la música, sí, que se hizo hace cinco años. Pero está ahí y es imposible ignorarla». Cuando el concierto fue publicado oficialmente en 1998, el crítico Richie Unterberger definió el álbum como «un importante documento de la historia del rock». 
El 29 de julio de 1966, durante un descanso de las giras, Dylan sufrió un accidente de moto y se recluyó en Woodstock (Nueva York). Durante un tiempo, The Hawks regresaron al circuito de conciertos por bares, y respaldaron ocasionalmente a otros cantantes como Tiny Tim. Dylan acabó por invitar a The Hawks a Woodstock, grabando un amplio volumen de maquetas y cintas en su sótano, donde Garth Hudson creó un estudio de grabación rústico conectando dos micrófonos a una grabadora de dos pistas. Estas canciones circularon en grabaciones piratas hasta su publicación oficial en 1975 en The Basement Tapes.

### Music from Big PinkyThe Band(1968-1969)

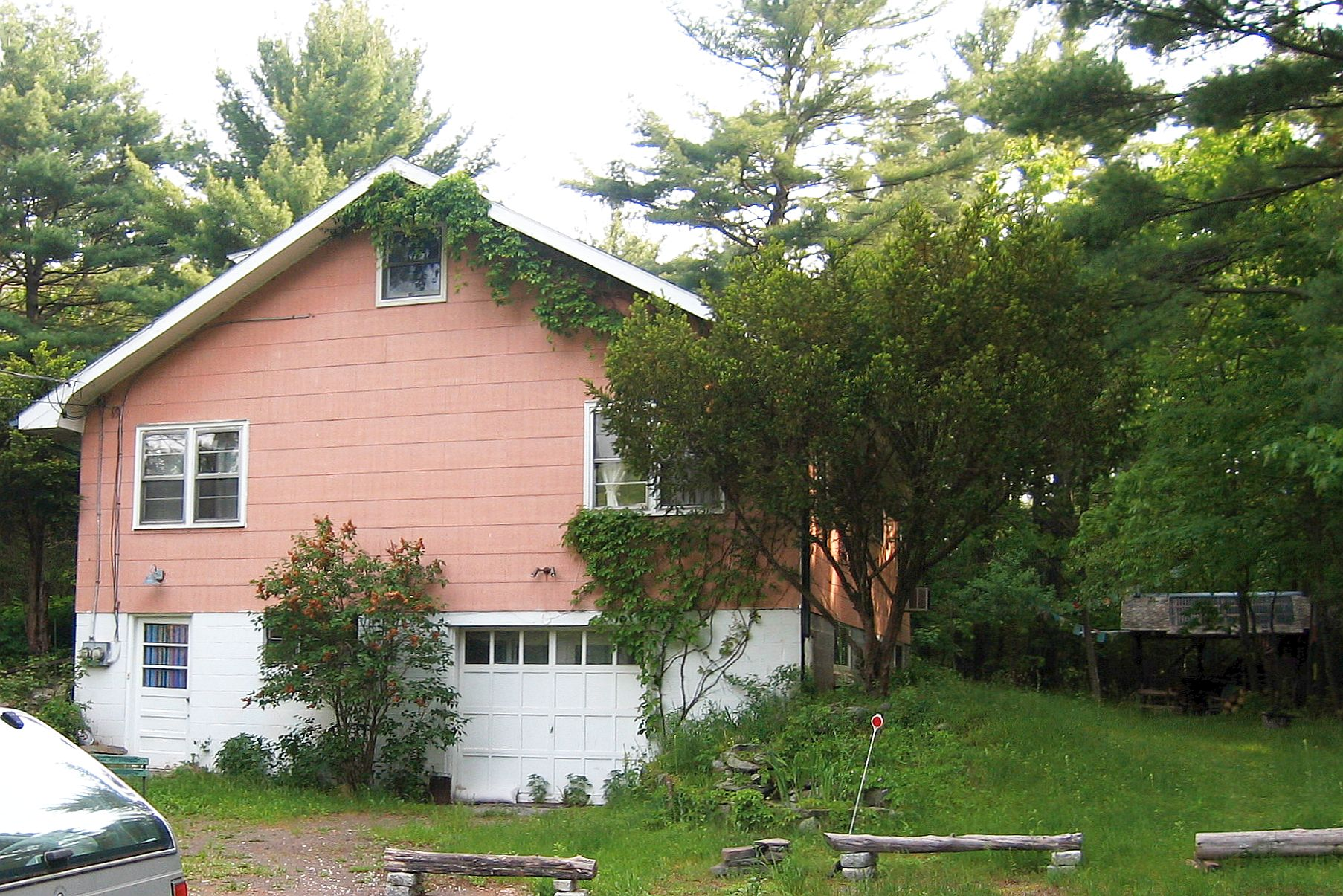
Big Pink, el chalet que varios miembros de The Band alquilaron en Woodstock (Nueva York) y en cuyo sótano grabaron The Basement Tapes con Bob Dylan.

Tras el regreso de Levon Helm, el grupo comenzó a componer su propio material y alquilaron un chalet, llamado afectivamente «Big Pink» por su color, al oeste de Saugerties, cerca de Woodstock. Al entrar en el estudio de grabación, el grupo aún no tenía nombre. Las historias sobre el origen del nombre de «The Band» varían según el autor: por ejemplo, Richard Manuel relató en The Last Waltz que querían llamarse «The Honkies» o «The Crackers», pero fueron vetados por el sello discográfico. Por su parte, Robertson sugirió que durante las giras con Dylan y en el pueblo de Woodstock se referían a ellos simplemente como «la banda», y permaneció así.
Su primer álbum, Music from Big Pink, fue publicado en 1968 y aclamado generalmente por la crítica musical. El álbum incluye tres canciones coescritas con Dylan («This Wheel's on Fire», «Tears of Rage» y «I Shall Be Released»), además de «The Weight», una de sus canciones más conocidas y usada en las películas Easy Rider y The Big Chill. Aunque sigue una línea continuista con respecto al trabajo realizado con Dylan, en Music from Big Pink el grupo hizo uso de una amplia variedad de estilos musicales, incluyendo un acercamiento al rock psicodélico en «Chest Fever» que abandonaron después. Además, en contraste con el modo de tocar la guitarra con Hawkins y Dylan, Robbie Robertson optó por un estilo tenue y orientado a riffs puntuales, a menudo dispuestos como fondo de las canciones y no como elemento dominante.
Tras el éxito de crítica de Music from Big Pink, The Band salió de gira y participó en el Festival de Woodstock, a pesar de no salir en el documental homónimo por problemas legales, y en el Festival de la Isla de Wight junto a Dylan. El grupo también abandonó Woodstock y se trasladó a Los Ángeles para grabar su segundo álbum, The Band, también conocido como The Brown Album y publicado en 1969. Desde su deliberada apariencia rústica en la portada hasta las canciones y los arreglos, el álbum The Band se alejó de la música dominante en la época, siguiendo la estela del propio Dylan en su álbum John Wesley Harding y de The Byrds en Sweetheart of the Rodeo. Líricamente, The Band profundizó en contenidos que evocaban la Historia de los Estados Unidos, con relatos de la guerra de Secesión en «The Night They Drove Old Dixie Down» y la sindicalización de los granjeros en «King Harvest (Has Surely Come)».

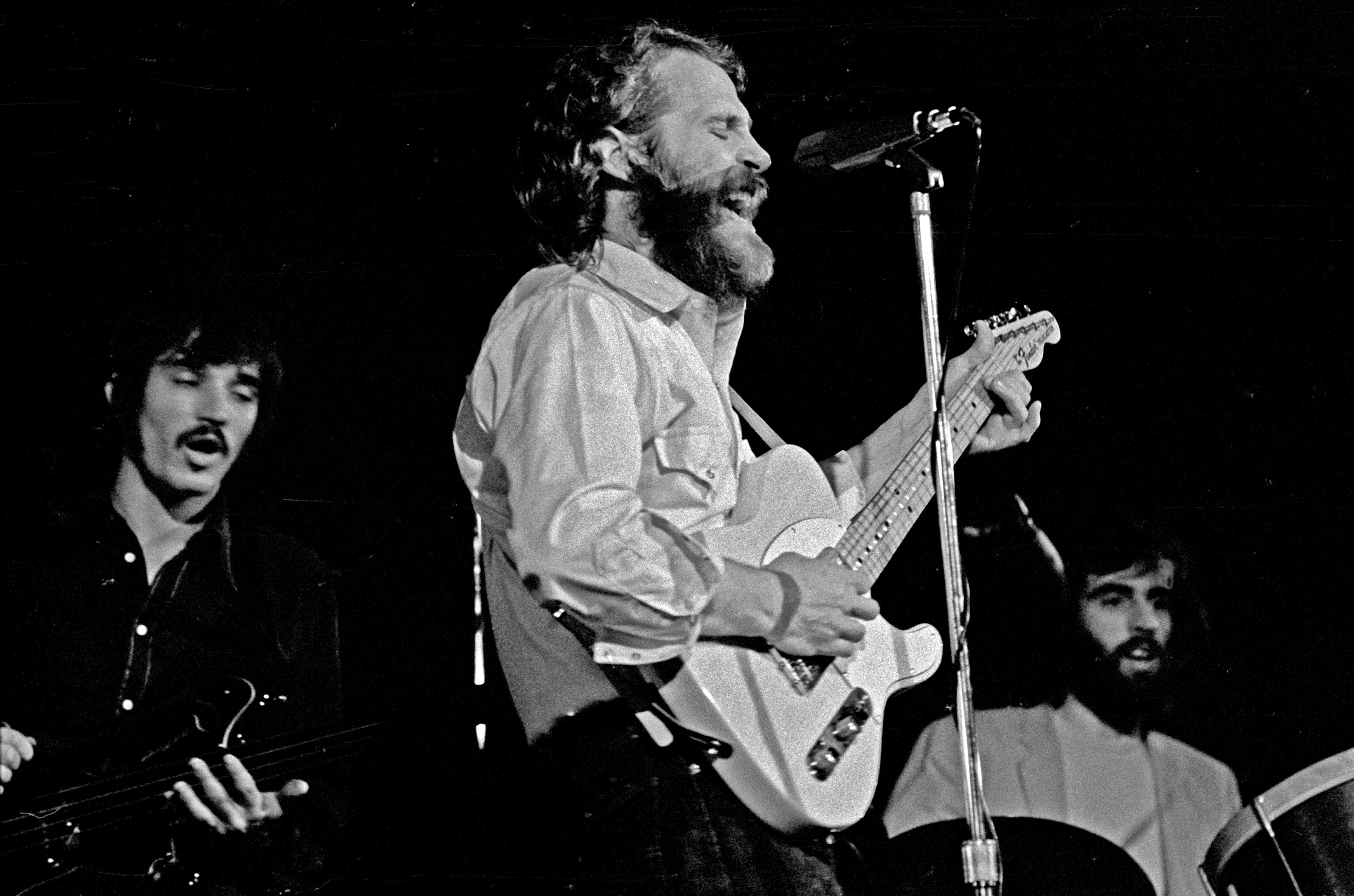
De izquierda a derecha, Rick Danko, Levon Helm y Richard Manuel tocando con The Band en Hamburgo, Alemania en 1971.

Music from Big Pink y The Band fueron producidos por John Simon, quien se convirtió de facto en un miembro del grupo al tocar instrumentos como el piano y la tuba y conducir el arreglo musical. Además, en ambos trabajos los integrantes de The Band imprimieron una alta variedad de sonidos debido a la capacidad de todos ellos de tocar diferentes instrumentos. Durante la época el grupo fue objeto de especial interés mediático por la revista Rolling Stone, en especial por el crítico Greil Marcus, quien en relación con la canción «King Havest» comentó: 

Primero, la estructura de la canción es inusual. A diferencia la música popular, los coros, cantados por Manuel y Helm, son más tenues, mientras que los versos de Manuel son más enérgicos. El tema, la sindicalización de los obreros, es propia de una canción protesta, pero lo aborda desde una perspectiva personal e íntima. Con creciente desesperación, el narrador, un anónimo y pobre granjero, relata sus desgracias: la plantación de maíz murió, su granero se quemó y termina en los barrios pobres de la ciudad. Un sindicalista aparece, promete mejorar su situación, y orgulloso, el narrador confiesa: «I'm an union man, now, all the way» (en español: «Soy del sindicato, ahora, completamente»), aunque, quizás avergonzado por su condición, ruega: «Don't judge me by my shoes» (en español: «No me juzgue por mis zapatos»). Aunque estrictamente «King Harvest» no es blues, sí tiene un cierto aire de esa corriente. La afligida desesperación en la voz de Manuel está basada en la música country; sin embargo, la canción tiene una sensación cinemática rara. Todas estas distintas corrientes son entretejidas para crear una melodía diferente e interesante.

Un triunfo comercial y de crítica, The Band, junto a The Byrds y The Flying Burrito Brothers, establecieron un estilo musical, a veces denominado country rock, que posteriormente fue llevado a niveles comerciales de la mano de grupos como The Eagles. Tanto Music from Big Pink como The Band influyeron en sus contemporáneos: tanto Eric Clapton como George Harrison citaron al grupo como una influencia importante en la década de 1970. Incluso Clapton reveló que durante mucho tiempo aspiró a formar parte de The Band.

### Stage Fright,CahootsyNorthern Lights - Southern Cross(1970-1975)

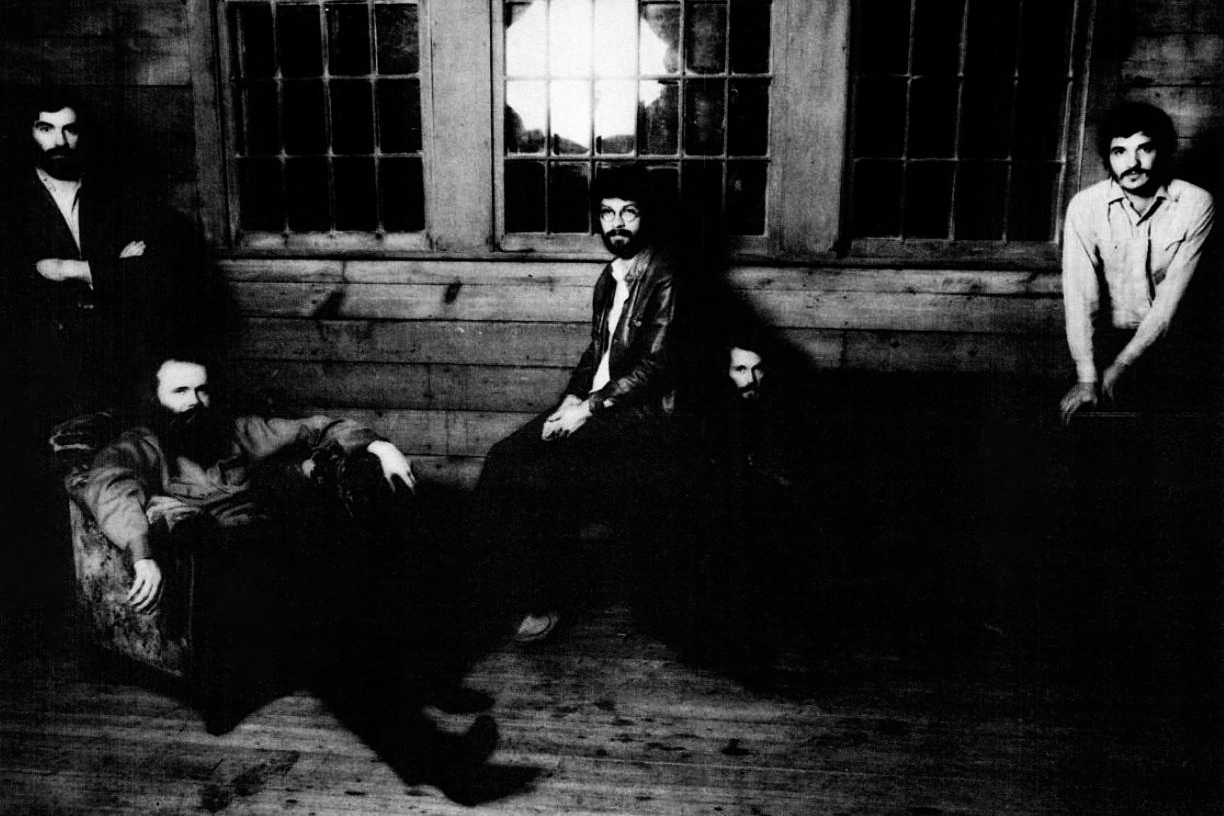
Fotografía promocional de The Band incluida en el álbum Stage Fright (1970)

Tras la publicación de su segundo álbum, The Band inició su primera gira como acto principal. La ansiedad derivada de la fama y de los años en la carretera se hizo evidente en el cambio lírico de las letras, cuya temática se centró en miedos y el pánico escénico. Esta temática dio nombre a su tercer álbum, Stage Fright, publicado en 1970, producido por Todd Rundgren y grabado en el escenario de un teatro de Woodstock (Nueva York). El desgaste del grupo se hizo evidente a partir de la grabación de Stage Fright, con un mayor control de Robbie Robertson en la composición y en los arreglos musicales. El álbum alcanzó el puesto 5 en la lista Billboard 200.
Tras publicar Stage Fright, The Band participó en el Festival Express, una gira por Canadá con Janis Joplin y Grateful Dead. Durante esta época, debido al deterioro psicológico de Richard Manuel y los problemas con el alcohol de Rick Danko, Robertson se convirtió en la principal cabeza visible de The Band. El dominio de Robertson sobre la dirección musical de The Band supuso una fuente de enfrentamientos entre Robertson y Helm, quien acusó a Robbie en su autobiografía This Wheel's On Fire de actuar «con autoritarismo y codicia». Por su parte, Robertson argumentó que sus esfuerzos por guiar al grupo se debió a la incapacidad de autocontrol de sus compañeros. En particular, Robertson dijo que hizo todo lo posible por animar a Manuel a componer, pero que su talento se vio superado por la adicción.
A pesar de los crecientes problemas internos, The Band siguió adelante con su siguiente álbum de estudio, Cahoots. Publicado en 1971, el álbum incluye aportes de Dylan en la canción «When I Paint My Masterpiece» y de Van Morrison en «4% Pantomime», así como arreglos para la sección de vientos de Allen Toussaint en «Life is a Carnival». Cahoots alcanzó el puesto 21 en la lista Billboard 200.

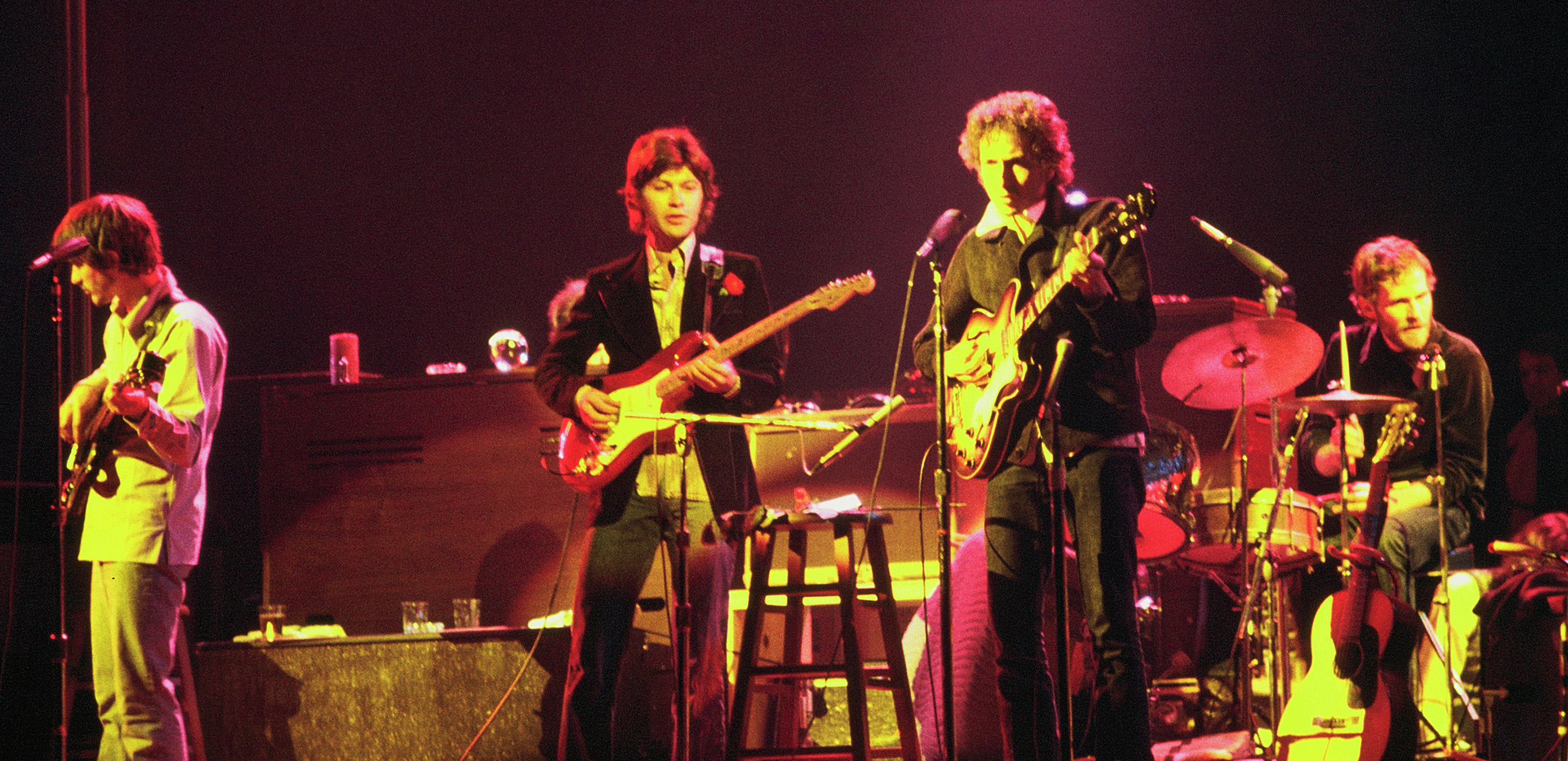
De izquierda a derecha, Rick Danko, Robbie Robertson, Bob Dylan y Levon Helm en un concierto ofrecido en Chicago en la gira de 1974.

Un año después, The Band publicó Rock of Ages, un álbum en directo grabado en un concierto ofrecido en la víspera de Año Nuevo de 1972 con la adición de una sección de vientos cuyos arreglos fueron escritos por Allen Toussaint. Bob Dylan apareció al final del concierto para interpretar cuatro canciones, incluyendo «When I Paint My Masterpiece». 
A falta de material propio, The Band publicó Moondog Matinee en 1973, un álbum de versiones que alcanzó el puesto 28 en la lista Billboard 200. El grupo no salió de gira como promoción del álbum, aunque actuaron como teloneros de Grateful Dead para dos conciertos en el Roosevelt Stadium de Nueva Jersey y participaron en el festival Summer Jam ante 600 000 asistentes. El concierto, que tuvo lugar en el Grand Prix Raceway a las afueras de Watkins Glen el 28 de julio de 1973, incluyó en el cartel a Grateful Dead y a The Allman Brothers Band. 
En 1974 The Band se reunió con Dylan para grabar el álbum Planet Waves, publicado en enero, y respaldarle en su primera gira en ocho años tras su accidente de moto. Tras 41 conciertos por las ciudades más grandes de Estados Unidos entre enero y febrero de 1974 y una cifra de espectadores que superó los 800 000 asistentes, Columbia publicó el álbum Before the Flood como documento de la gira.
Tras mudarse a California y construir su propio estudio de grabación, Shangri-La, The Band publicó en 1975 Northern Lights - Southern Cross, su primer trabajo con material propio desde Cahoots. Compuesto íntegramente por Robertson, y a pesar de no alcanzar el éxito de sus primeros trabajos, fue definido por el propio Levon Helm en su biografía This Wheel's On Fire como «el mejor álbum que hicimos desde The Band». Northern Lights - Southern Cross alcanzó el puesto 26 en la lista Billboard 200 e incluye temas como «Ophelia» e «It Makes No Difference», interpretadas en The Last Waltz junto a «Arcadian Driftwood», que no se publicó en el documental.

### The Last Waltzy disolución (1976-1978)
En 1976, el grupo estaba cansado de 16 años de giras. Tras cancelar varios conciertos debido a una lesión de cuello de Richard Manuel en un accidente de navegación en Texas, Robbie Robertson instó al grupo a retirarse de las giras y convertirse en un grupo de estudio, siguiendo la estela de The Beatles tras su decisión de abandonar los escenarios en 1966, y concibió un masivo concierto en Acción de Gracias el 25 de noviembre de 1976 en el Winterland Ballroom de San Francisco (California), donde el grupo hizo su debut como The Band en 1969. El concierto incluyó la formación original de The Band, una sección de vientos dirigida por Allen Toussaint y una larga lista de invitados, entre los que figuraron los principales responsables de su fama, Ronnie Hawkins y Bob Dylan, y artistas a los que admiraban y con los que trabajaron con anterioridad, como Neil Young, Joni Mitchell, Muddy Waters, Dr. John, Van Morrison, Ringo Starr, Eric Clapton, Ron Wood, Paul Butterfield y Neil Diamond.

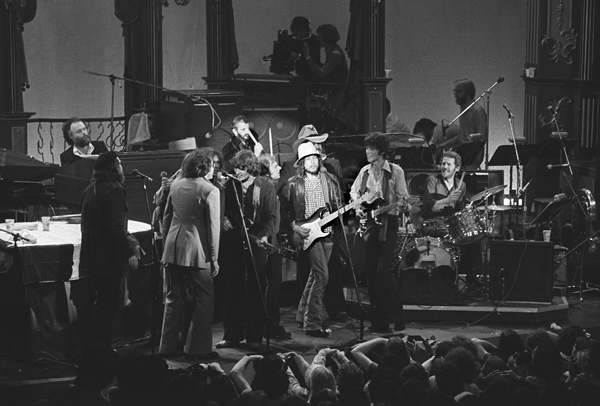
Concierto de despedida de The Band a finales de 1976, filmado por Martin Scorsese

El concierto fue filmado por el director Martin Scorsese y posteriormente combinado con entrevistas y grabaciones en el estudio junto a Emmylou Harris, interpretando «Evangeline», y al grupo de góspel-soul The Staple Singers, tocando «The Weight». El documental y la banda sonora resultante, publicada en un set de tres discos, vieron la luz en 1978 bajo el nombre de The Last Waltz. Aunque el documental fue elogiado como uno de los mejores largometrajes musicales, también recibió críticas incluso del propio Levon Helm por el enfoque que Martin Scorsese hizo en Robbie Robertson como cabeza de The Band. El crítico Michael Wilmington de Chicago Tribune definió el documental como «la mejor película de un concierto de rock jamás hecha, y quizás la mejor película de rock». Por su parte, Terry Lawson, de Detroit Free Press, comentó que «es una de las mejores experiencias cinematográficas». El crítico musical Robert Christgau otorgó a la banda sonora una calificación de B+ y comentó: «La película mejora cuando no puedes verla», alabando la aparición de Muddy Waters y Paul Butterfield, la sección de vientos de Allen Toussaint, y el duelo de guitarras entre Robertson y Clapton. La banda sonora, publicada por Warner Bros. Records, alcanzó el puesto 16 en la lista Billboard 200.
Debido a obligaciones contractuales, The Band se vio obligado a grabar un último álbum de estudio tras su concierto de despedida, aunque fue publicado antes de que The Last Waltz viera la luz. El álbum, Islands, fue el último esfuerzo creativo de la formación original de The Band antes de su disolución definitiva, e incluye una mezcla de nuevas composiciones y de versiones, en las que destaca la canción «Georgia On My Mind», cantada por Richard Manuel y publicada en 1976 como sencillo para promover la campaña presidencial en favor de Jimmy Carter. Islands alcanzó el puesto 64 en la lista Billboard 200.

### Reformación de The Band (1983-1999)

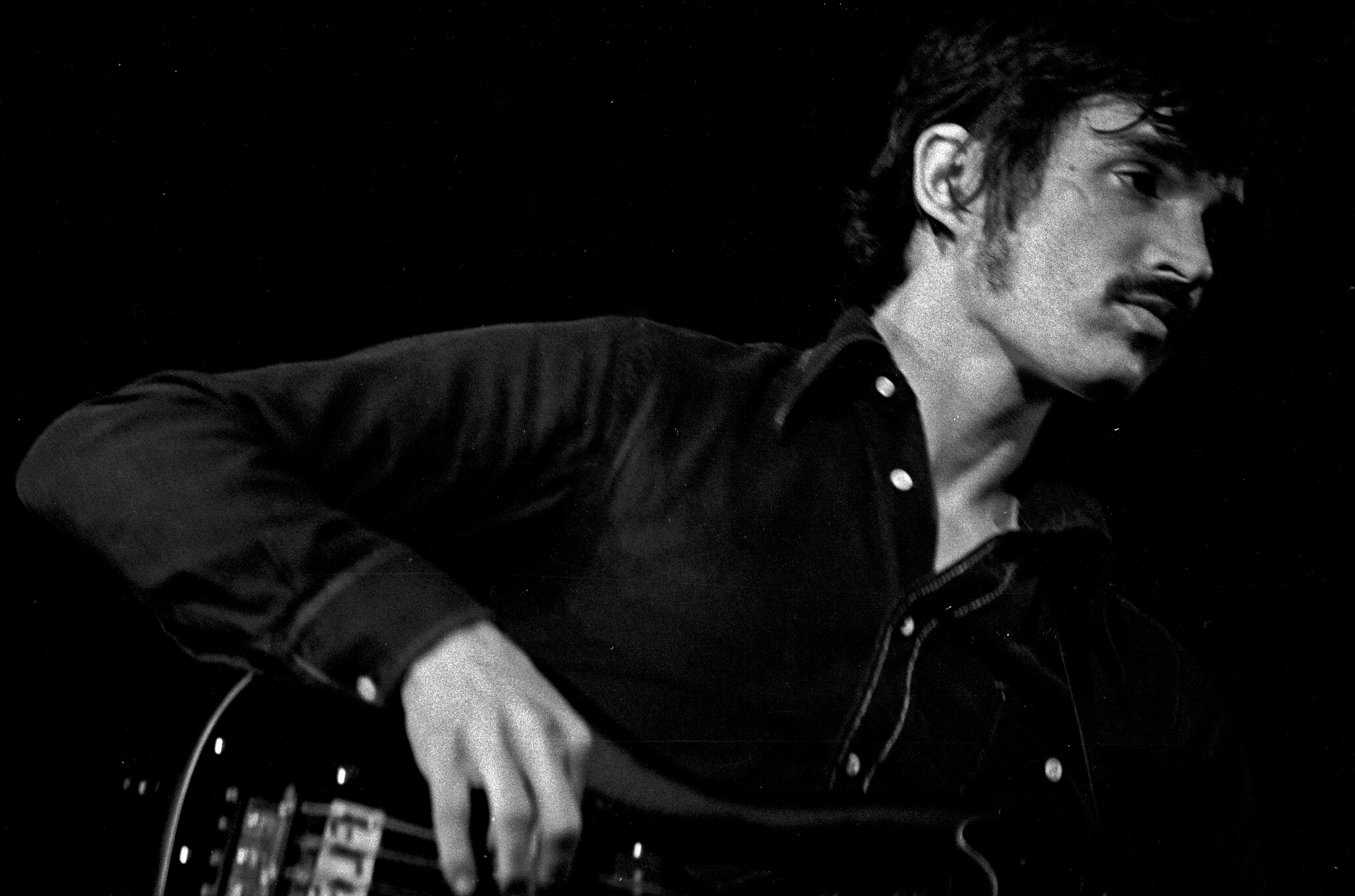
Rick Danko fue el primer miembro del grupo en grabar un álbum en solitario con Arista Records

En 1983, Levon Helm reformó el grupo con Rick Danko, Richard Manuel y Garth Hudson y volvió a salir de gira, aunque sin Robbie Robertson. Varios músicos fueron reclutados para reemplazar a Robertson y rellenar el grupo. La reunión de The Band fue generalmente bien recibida a nivel de crítica y seguidores, aunque tocando en escenarios más pequeños con respecto a los conciertos de su época dorada.
Estando el grupo de gira, Manuel se suicidó el 4 de marzo de 1986 en su habitación de motel de Florida. Poco después se reveló que Manuel sufrió durante años de alcoholismo crónico, y según relató Helm en This Wheel's On Fire, en las últimas etapas de su enfermedad, Manuel era capaz de ingerir ocho botellas diarias de Grand Marnier.
A pesar de la adversidad, el sitio de Manuel fue reemplazado primero por Stan Szelest, quien murió poco tiempo después, y finalmente por Richard Bell, que tocó con Ronnie Hawkins tras la marcha de The Hawks y fue miembro de la banda de Janis Joplin Full Tilt Boogie Band. Helm, Danko y Hudson participaron en la primera edición de la All-Starr Band de Ringo Starr, formada en 1989, y tocaron en directo «Up on Cripple Creek» y «The Weight» intercaladas entre canciones de Ringo. Un año después, The Band colaboró en el concierto de Roger Waters The Wall - Live in Berlin, y en octubre de 1992 participó en el concierto homenaje a Bob Dylan por sus 30 años de carrera en Nueva York, publicado posteriormente en el álbum The 30th Anniversary Concert Celebration.

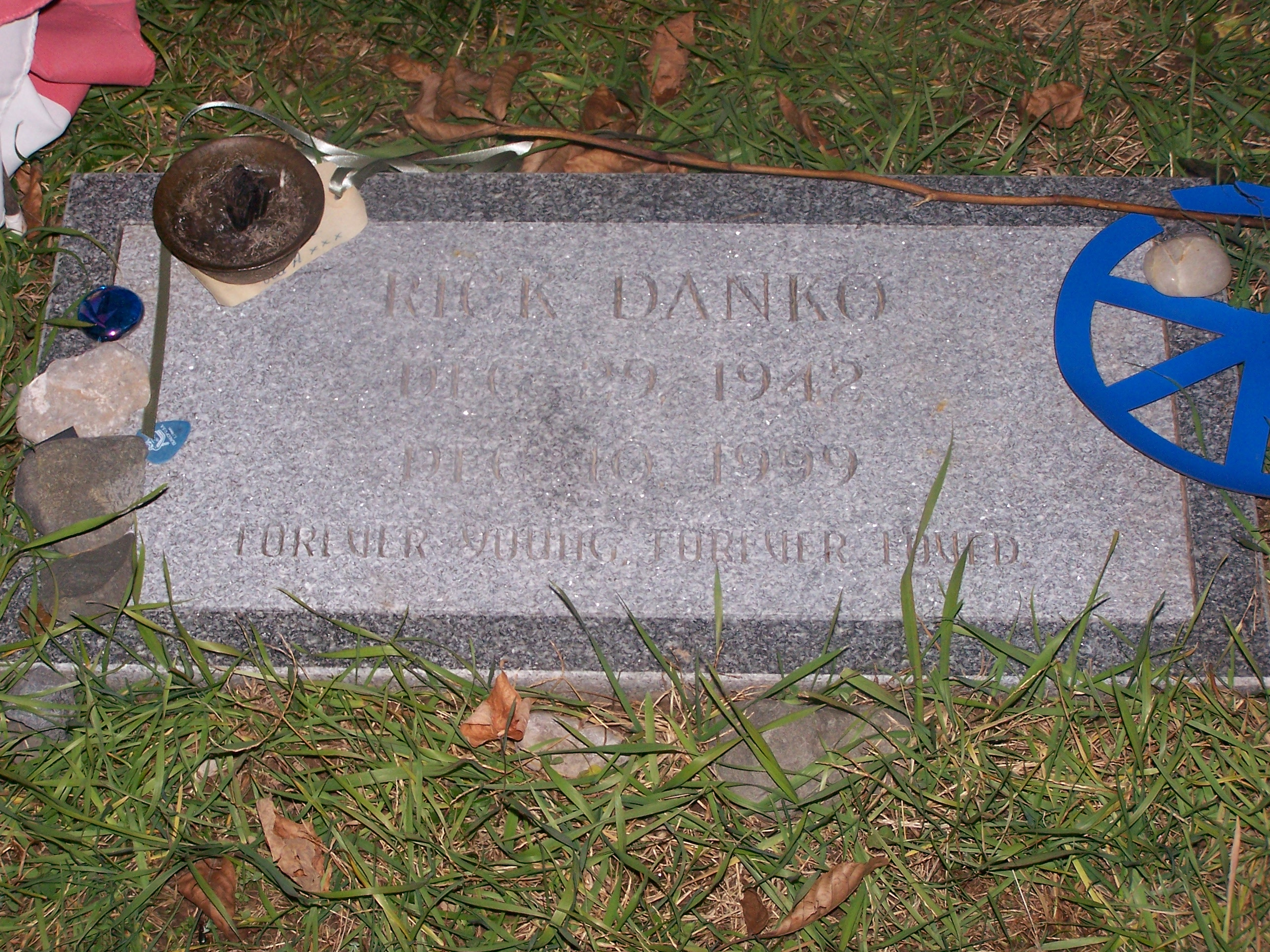
Tras la muerte de Richard Manuel en 1986, el fallecimiento de Rick Danko en 1999 cerró definitivamente las puertas a cualquier reunión de The Band sin Robbie Robertson.

Los Premios Juno de 1999 organizaron una reunión de varios miembros del grupo cuando The Band ingresó en el Salón de la Fama de la Música de Canadá. Con el grupo Blue Rodeo como apoyo, Robertson, Danko y Hudson coincidieron en el escenario en lo que Music Express definió como el «pase de la antorcha» de The Band a Blue Rodeo. En 1994, Robertson apareció con Danko y Hudson por segunda vez desde la disolución de la formación original como ocasión del ingreso de The Band en el Salón de la Fama del Rock and Roll. Levon Helm, enfrentado con su antiguo compañero, no acudió a la ceremonia. 
La nueva formación de The Band sin Manuel publicó Jericho, su primer álbum desde Islands, en 1993. Debido a las ausencias de Robertson y Manuel, gran parte de las composiciones fueron aportadas por músicos ajenos a The Band. A pesar de integrar nuevas composiciones y versiones de otros artistas con el bagaje musical y cultural de Helm, Hudson y Danko, Jericho quedó lejos de cosechar el éxito de los primeros trabajos de The Band y alcanzó el puesto 166 en la lista Billboard 200.
En 1996, The Band publicó un segundo álbum de estudio desde la reunión del grupo, High on the Hog, repitiendo la fórmula de su predecesor. En 1999, coincidiendo con el trigésimo aniversario de la fundación de The Band, el grupo publicó Jubilation, que contó con la colaboración de Allen Toussaint y Eric Clapton. Sin embargo, y a pesar del retorno a la formalidad del grupo alternando la grabación de nuevos trabajos con conciertos, la muerte de Rick Danko el 10 de diciembre de 1999 cerró definitivamente las puertas a cualquier posible reunión de The Band sin Robbie Robertson.

### Carreras individuales
Tras la ruptura del grupo, todos los miembros de The Band emprendieron carreras musicales por separado hasta la reformación del grupo en 1983 sin la participación de Robbie Robertson. 
Levon Helm inauguró su carrera como actor participando en el biopic de Loretta Lynn Coal Miner's Daughter y narrando el largometraje The Right Stuff, y publicó varios álbumes de estudio hasta 1983. En 1996 se le diagnosticó un cáncer de laringe y fue sometido a un tratamiento con radiación en Nueva York. Al extirpar el tumor, sus cuerdas vocales resultaron dañadas y no recuperó la voz hasta 2004. Tras la disolución definitiva de The Band, Helm inauguró The Midnight Ramble, una fórmula de conciertos ofrecidos en su hogar de Woodstock con músicos invitados, y publicó dos álbumes de estudio, Dirt Farmer y Electric Dirt, premiados con sendos premios Grammy al mejor álbum en las categorías de folk tradicional y música americana, respectivamente. A comienzos de 2012, sufrió una recaída y falleció el 19 de abril en Nueva York.
Rick Danko firmó un contrato con Arista Records y publicó su primer álbum en 1977, pero las malas ventas y su escasa promoción dieron como resultado la rescisión de su contrato. En 1979 salió de gira con Paul Butterfield bajo el nombre de The Danko/Butterfield Band. Desde 1983 hasta 1999, Danko combinó su trabajo en The Band con colaboraciones, incluyendo el proyecto Danko/Fjeld/Andersen con los músicos Eric Andersen y Jonas Fjeld, bajo el cual publicó dos álbumes: Danko/Fjeld/Andersen en 1991 y Ridin' on the Blinds en 1994. Tras varios problemas de salud, Danko falleció el 10 de diciembre de 1999 debido a un fallo cardíaco relacionado con las drogas.
Garth Hudson centró su actividad musical como músico de sesión, colaborando con una larga lista de artistas y grupos como The Call, Neko Case, Leonard Cohen, Van Morrison y Emmylou Harris, entre otros. En 2001 publicó The Sea to the North, su primer álbum de estudio, seguido en 2005 por Live at the Wolf, con la participación de su mujer Maud. En 2010 publicó Garth Hudson Presents: A Canadian Celebration of The Band, un álbum de versiones de canciones de The Band por músicos canadienses como Neil Young, Bruce Cockburn, Blue Rodeo y Cowboy Junkies, entre otros.
Por su parte, Robbie Robertson se convirtió en productor musical y se centró en una actividad cinematográfica de la mano de Martin Scorsese como productor, compositor y supervisor de bandas sonoras como El rey de la comedia y El color del dinero. En 1987 reapareció publicando su primer álbum, Robbie Robertson, ganador del Premio Juno al álbum del año y seguido en 1991 de Storyville. Tras fichar como productor ejecutivo de Dreamworks Records, Robertson publicó en 2011 How to Become Clairvoyant, su primer álbum en trece años.

## Influencia

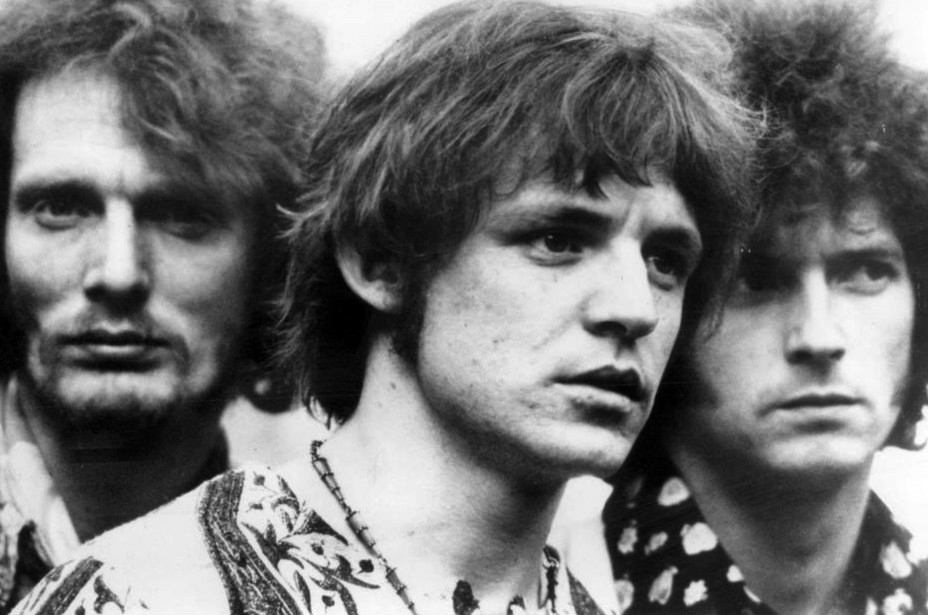
De izq. a der.: Ginger Baker, Jack Bruce y Eric Clapton. Clapton reconoció la influencia del disco de debut de The Band Music from Big Pink (1968) en su decisión para abandonar el grupo Cream.

The Band fue una banda con una notable influencia en la música de varios grupos, compositores e intérpretes de las décadas de 1970 y de 1980, entre los que se incluyen Eric Clapton, Crosby, Stills, Nash & Young, Led Zeppelin, Elvis Costello, Elton John, y Phish. Clapton reconoció la influencia del álbum Music from Big Pink (1968) en su decisión para abandonar el grupo Cream. Al introducir la entrada de The Band en un concierto homenaje a Bob Dylan, el músico comentó que, cuando escuchó por primera vez el álbum, «me cambió la vida». El guitarrista Richard Thompson también reconoció la influencia de Music from Big Pink en el álbum de Fairport Convention Liege and Lief, mientras que el periodista John Harris sugirió que el debut discográfico de The Band también influyó en el disco de The Rolling Stones Beggars Banquet (1968) y en el álbum de The Beatles Let It Be (1970). Dentro de The Beatles, George Harrison reconoció la influencia del sonido de The Band en la canción «All Things Must Pass», y que mientras componía la canción, imaginaba a Levon Helm cantándola.
Dentro de Music from Big Pink, la canción «The Weight» fue versionada por una larga lista de músicos, entre los que destacan Aretha Franklin, Diana Ross, The Black Crowes, Bob Dylan, Charly García, The Allman Brothers Band,Grateful Dead ,Joan Osborne, Keller Williams y King Curtis, entre otros. En una entrevista de 1969, Robbie Robertson comentó sobre la influencia del grupo: «Desde luego, no queríamos que todo el mundo saliera y cogiera un banjo y un violín. Estábamos intentando calmar las cosas un poco. Lo que vamos a hacer es ir a Muscle Shoals, Alabama, y grabar cuatro canciones psicodélicas. Solo para demostrar que no tenemos resentimientos. Solo buen rock and roll».
En la década de 1990, la música de The Band influyó a una nueva generación de músicos y grupos como Counting Crows, The Wallflowers y The Black Crowes. Counting Crows llegó incluso a homenajear a Richard Manuel en la canción «If I Could Give All My Love (Richard Manuel is Dead)», del álbum Hard Candy (2002), mientras que The Black Crowes suelen versionar con frecuencia canciones de The Band como «The Night They Drove Old Dixie Down», incluida en el DVD Freak 'n' Roll into the Fog.
Craig Finn y Tad Kubler reconocieron que el grupo The Hold Steady surgió mientras veían The Last Waltz. Según Kubler: «Craig y yo estábamos sentados viendo The Last Waltz cuando Craig dijo: "¿Por qué no existen bandas como esta? Vamos a hacer esto a partir de ahora». Los nombres de Rick Danko y de Robbie Robertson figuran en la letra de «The Swish», del álbum debut del grupo, Almost Killed Me (2004). También en 2004, el grupo de rock sureño Drive-By Truckers publicó la canción «Danko/Manuel» en su álbum The Dirty South.
Grace Potter, fundador de Grace Potter and the Nocturnals, reconoció también la influencia de The Band a la hora de formar su grupo. En una entrevista a The Montreal Gazette, Potter comentó: «The Band me dejó alucinado. Pensé que si eso era lo que Matt [Burr] quería cuando decía: "Vamos a formar una banda de rock and roll"... ese era el tipo de banda de rock and roll en la que podría creer».
En enero de 2007, 429 Records publicó Endless Highway: The Music of The Band, un álbum tributo que contó con la colaboración de My Morning Jacket, The Allman Brothers Band, Death Cab for Cutie, Gomez, Bruce Hornsby, Jack Johnson, Lee Ann Womack, Blues Traveler y Jakob Dylan, entre otros.

## Discografía
| The Band - 1968: Music from Big Pink - 1969: The Band - 1970: Stage Fright - 1971: Cahoots - 1972: Rock of Ages - 1973: Moondog Matinee - 1975: Northern Lights - Southern Cross - 1977: Islands - 1978: The Last Waltz - 1993: Jericho - 1995: Live at Watkins Glen - 1996: High on the Hog - 1998: Jubilation | Con Bob Dylan - 1970: Self Portrait - 1974: Planet Waves - 1974: Before the Flood - 1975: The Basement Tapes - 1998: The Bootleg Series Vol. 4: Bob Dylan Live 1966, The "Royal Albert Hall" Concert - 2013: The Bootleg Series Vol. 10: Another Self Portrait (1969-1971) - 2015: The Bootleg Series Vol. 11: The Basement Tapes Complete |